# Oeda informis
Oeda informis är en insektsart som beskrevs av John Obadiah Westwood. Oeda informis ingår i släktet Oeda och familjen hornstritar. Inga underarter finns listade i Catalogue of Life.